# Ryōhei Shirasaki
Ryōhei Shirasaki (白崎 凌兵 Shirasaki Ryōhei?, Chōfu, Tokio, 18 de mayo de 1993) es un futbolista japonés que juega como centrocampista en el F. C. Machida Zelvia de la J1 League.

## Trayectoria

### Clubes
| Club                          | País  | Año       |
| ----------------------------- | ----- | --------- |
| Shimizu S-Pulse               | Japón | 2012-2018 |
| Kataller Toyama (cedido)      | Japón | 2013-2014 |
| Kashima Antlers               | Japón | 2019-2021 |
| Sagan Tosu (cedido)           | Japón | 2021      |
| Shimizu S-Pulse               | Japón | 2022-2024 |
| F. C. Machida Zelvia (cedido) | Japón | 2024      |
| F. C. Machida Zelvia          | Japón | 2025-     |